# Dalceridae
Die Dalceridae sind eine Familie der Schmetterlinge (Lepidoptera). Von ihnen sind 84 Arten aus der Neotropis bekannt, nur eine dieser Arten kommt auch in Arizona vor. Die Monophylie der Familie ist durch das nahe Aneinandergrenzen der Flügeladern R1 an R2 und R3 an R4, der Zurückbildung verschiedener Bereiche der männlichen Geschlechtsteile, den gallertartigen Fortsätzen der Raupen und dem Vorhandensein von zusätzlichen Bauchbeinansätzen auf dem zweiten und siebten Hinterleibssegment der letzten beiden Raupenstadien mancher Arten begründet. Das verwandtschaftliche Verhältnis innerhalb der Zygaenoidea oder eventuell auch der Cossoidoidea ist noch immer unklar. Die Familie besitzt aber einige Merkmale, die eine Verwandtschaft mit den Megalopygidae, Epipyropidae und den Schneckenspinnern (Limacodidae) begründet.

## Merkmale
Die Falter sind klein bis mittelgroß und haben einen gedrungenen und stark behaarten Körper, der in der Regel eine weiße, gelbe oder orange Grundfarbe hat. Der Kopf ist klein und ebenfalls stark behaart. Ihre Flügel sind breit abgerundet. Neben den großen Facettenaugen haben die Tiere keine Punktaugen (Ocelli). Ihr Saugrüssel und die Maxillarpalpen sind zurückgebildet, die kurzen Labialpalpen sind zweigliedrig und nach oben gerichtet. Ihre Fühler sind kurz, bei den Männchen lang, bei den Weibchen kurz gefiedert. Die Flügeladerung ist gut ausgebildet. Die Radialadern der Vorderflügel sind je nach Art unterschiedlich nahe beieinander verlaufend, lediglich R1 und R2 sind genauso wie R3 und R4 immer aneinandergrenzend bzw. miteinander verbunden.
Die Raupen haben Ähnlichkeit mit Nacktschnecken und tragen auf ihrem Rücken durchsichtige, gallertartige, kegelförmige Fortsätze. Die Thorakalbeine sind sehr klein, die Bauchbeine bestehen nur aus kleinen Lappen. Manche Arten haben aber neben den normalen Bauchbeinen auf dem dritten bis sechsten Hinterleibssegmenten während der letzten beiden Raupenstadien auch Laufsohlen auf dem zweiten und siebten Hinterleibssegment. Der Nachschieber fehlt. Die Körperunterseite bildet aber in erster Linie eine schleimige Kriechsohle.

## Lebensweise
Die meist nachtaktiven Imagines können schlecht fliegen und vollführen im Flug torkelnde Auf- und Abbewegungen. Selten kann man sie am Licht beobachten. Sie können aufgrund ihrer verkümmerten Mundwerkzeuge keine Nahrung aufnehmen. In Ruheposition werden die Flügel dachartig über den Hinterleib gelegt.
Die Raupen bewegen sich eher kriechend fort, obwohl zumindest bei einer Art die Funktion der Bauchbeine einigermaßen gegeben ist. Die Verpuppung findet in weißen oder gelben, festen, ovalen Kokons zwischen Blättern statt. Das Gespinst besteht aus einem äußeren, losen Teil und einem inneren, dichten Teil.
Die Weibchen verteilen ihre maximal einen Millimeter langen, länglichen und weichen Eier einzeln in der Umgebung. Sie sind meist gelblich und werden mit einer Flüssigkeit aus Drüsen aus dem Hinterleib überzogen, die schnell eintrocknet. Ein Weibchen legt meist mehrere hundert Eier. Insgesamt sind etwa 20 Pflanzenfamilien als Futterpflanzen bekannt. Bevorzugt werden Laubbäume und -sträucher mit zarten Blättern, die Ernährung ist aber polyphag. Manche Arten können in der Landwirtschaft an Kaffee, Kakao oder Palmen Schäden verursachen.